# Wunambal
Wunambal är ett australiskt språk som talades av 20 personer år 1991. Wunambal talas i norra delen av Western Australia. Wunambal tillhör den wororanska språkfamiljen.